# Ashoke Sen

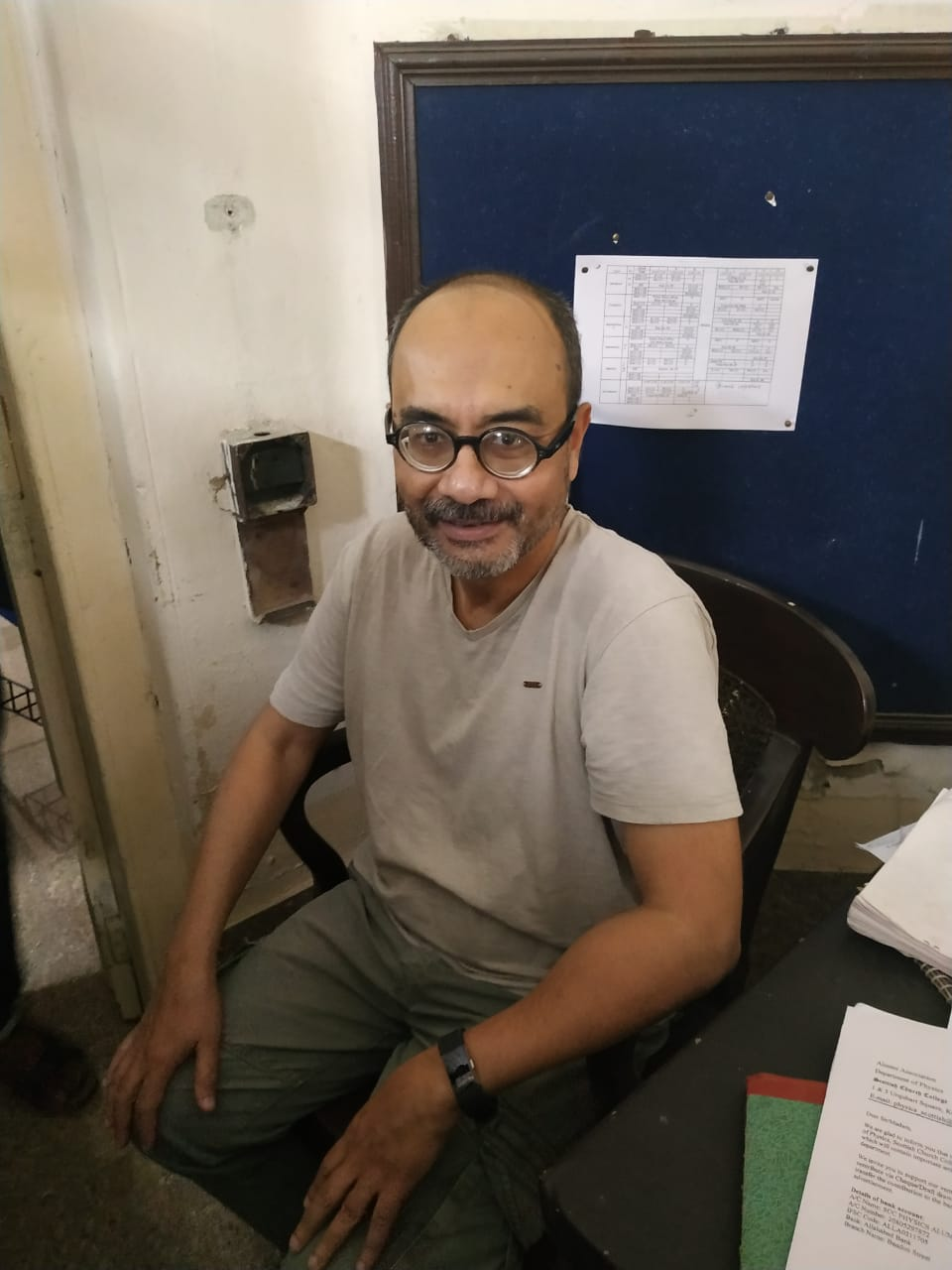
Ashoke Sen

Ashoke Sen (Bengalisch: অশোক সেন, Aśok Sen; * Juli 1956) ist ein indischer theoretischer Physiker und einer der führenden Stringtheoretiker.
Von 1962 bis 1972 besuchte er in Kolkata die Sailendra-Sirkar-Vidyalaya-Schule und anschließend das Presidency College der Calcutta University. Ab 1976 studierte er zwei Jahre am Indian Institute of Technology in Kanpur. 1982 schloss er sein Studium an der State University of New York at Stony Brook ab. Als Postdoc war er 1982 bis 1985 am Fermilab und 1985 bis 1988 am Stanford Linear Accelerator Center. 1988 ging er als Professor ans Tata Institute of Fundamental Research in Mumbai und seit 1995 arbeitet er am Harish-Chandra Research Institute in Prayagraj. Zusätzlich ist er seit 2015 Distinguished Professor am Korea Institute for Advanced Study.
Ashoke Sen ist einer der Entdecker der S-Dualität und stellte eine Theorie zur Tachyon-Kondensation offener Strings auf. Außerdem arbeitet er auf dem Gebiet der Stringtheorie.
2012 erhielt er den Fundamental Physics Prize, 2014 die Dirac-Medaille der ICTP.